# Gale Gilbert
Gale Reed Gilbert (Red Bluff, 20 dicembre 1961) è un ex giocatore di football americano statunitense che ha giocato nel ruolo di quarterback per otto stagioni nella National Football League (NFL). Al college ha giocato a football coi California Golden Bears.

## Carriera professionistica
Gilbert è l'unico giocatore della storia della NFL ad aver fatto di parte di squadre che hanno raggiunto il Super Bowl per cinque anni consecutivi. Fu membro dei Bills, che disputarono 4 Super Bowl consecutivi (XXV- XXVIII) e dei Chargers, che giocarono il Super Bowl XXIX. Le squadre di Gilbert persero tutte e cinque le sfide.

## Palmarès

### Franchigia
- American Football Conference Championship: 5

Buffalo Bills: 1990, 1991, 1992, 1993
San Diego Chargers: 1994

## Statistiche
| Partite totali      | 58    |
| Partite da titolare | 2     |
| Yard lanciate       | 1.544 |
| Touchdown           | 9     |
| Intercetti subiti   | 12    |
| Passer rating       | 66,2  |

## Famiglia
È il padre del quarterback della NFL Garrett Gilbert.